# Jadwiga Rubiś
Jadwiga Rubiś (ur. 12 września 1948 w Krakowie, zm. 11 kwietnia 2000) – polska fotoreporterka, dziennikarka.

## Życiorys
W 1966 zdała egzamin dojrzałości w X LO w Krakowie. Studiowała historię sztuki na Uniwersytecie Jagiellońskim i dziennikarstwo na Podyplomowym Studium Dziennikarskim Uniwersytetu Śląskiego.
Najpierw uprawiała fotografię artystyczną, brała udział w I i II Międzynarodowym Salonie Fotografii Artystycznej Aktu i Portretu „Venus” w 1971 r. i 1972 r., organizowanym przez Krakowskie Towarzystwo Fotograficzne. Uczestniczyła w studenckim ruchu fotograficznym i współpracowała z pismami studenckimi, m.in. „Politechnikiem”, „itd”, potem zawodowo z „Echem Krakowa” (od 1973 r.), „Dziennikiem Polskim” i „Gazetą Krakowską”. Publikowała w tygodnikach i miesięcznikach m.in. w „Przekroju”, „Twoim Stylu”, „Filmie”, „Sezonie”. Uczestniczyła w wielu wystawach zbiorowych, indywidualnie pokazywała fotogramy w krakowskich klubach: „Pod Jaszczurami”, „Pod Gruszką”, Ośrodku Telewizji Kraków, w galerii Domu Polonii w Krakowie. W 2008 roku jej prace uczestniczyły w zbiorowej wystawie „Dokumentalistki” w galerii Zachęta w Warszawie. Wystawy jej zdjęć „Solidarność '80 i '81” i „Stan wojenny w Krakowie” prezentowano w Niemczech. Współpracowała z krakowskimi muzeami, galeriami, teatrami. Praca w codziennych miejskich pismach sprawiła, że fotografie traktowała jako narzędzie wypowiedzi dziennikarskiej. Za cel swojej działalności uważała dokumentowanie życia miasta we wszystkich jego przejawach, szczególnie w dziedzinie kultury – sztuk plastycznych. W gronie fotoreporterów była jedyną, która opatrywała swoje zdjęcia własnym komentarzem.
Syn: Andrzej Rubiś-Gałkowski, filmoznawca, również fotograf.
Została pochowana na cmentarzu Rakowickim w Krakowie (Kwatera: M, Rząd: płd, Miejsce: ostatnie).